# Jussi Niva
Jussi Niva (* 1966 in Pello) ist ein finnischer Maler und Bildhauer.
Jussi Niva studierte von 1984 bis 1989 an der Universität der Künste in Helsinki. Seit 2009 ist Jussi Niva dort Professor.

## Ausstellungen (Auswahl)
- 1991: Face to Face/Von Angesicht zu Angesicht, Kunsthalle zu Kiel, Kiel
- 1992: documenta IX, Kassel
- 1993: 45. Biennale di Venezia, Venedig
- 2009: I love Malmö Kumu (Museum), Tallinn
- 2012: The 7th Wave –Wihuri and Visual Art Kunsthalle Helsinki, Helsinki

## Publikationen
- Timely Remains. Parvs Publishing (Visual Books), 2010, ISBN 978-9-52565-4-288.